# Андріївська селищна рада (Сніжне)
Андріївська се́лищна ра́да — орган місцевого самоврядування у складі Сніжнянської міської ради Донецької області. Адміністративний центр — селище міського типу Андріївка.

## Загальні відомості
- Населення ради: 2236 осіб (станом на 1 січня 2011 року)

## Населені пункти
Селищній раді підпорядковані населені пункти:
- смт Андріївка

## Склад ради
Рада складається з 16 депутатів та голови.
- Голова ради: Болдарев Валерій Вікторович
- Секретар ради: Подгорний Володимир Володимирович

### Керівний склад попередніх скликань
| ПІБ                         | Основні відомості                                                        | Дата обрання | Дата звільнення |
| --------------------------- | ------------------------------------------------------------------------ | ------------ | --------------- |
| Чучук Людмила Миколаївна    | Селищний голова, 1950 року народження, член Партії регіонів              | 26.03.2006   | 16.12.2009      |
| Болдарєв Валерій Вікторович | Селищний голова, 1966 року народження, безпартійний                      | 20.06.2010   | 31.10.2010      |
| Болдарев Валерій Вікторович | Селищний голова, 1966 року народження, освіта вища, член Партії регіонів | 31.10.2010   |                 |

Примітка: таблиця складена за даними джерела

### Депутати
За результатами місцевих виборів 2010 року депутатами ради стали:

#### За суб'єктами висування
| Суб'єкт висування | Кількість обраних депутатів | %    |
| ----------------- | --------------------------- | ---- |
| Партія регіонів   | 15                          | 93,8 |
| Самовисування     | 1                           | 6,3  |

#### За округами
| № округу        | Прізвище, ім'я, по батькові       | Дата визнання обраним | Освіта                    | Партійна приналежність | Відомості про обраного депутата                                                                           |
| --------------- | --------------------------------- | --------------------- | ------------------------- | ---------------------- | --- |
| Партія регіонів |                                   |                       |                           |                        | |
| 1               | Барбашова Євгенія Борисівна       | 01.11.2010            | Освіта середня спеціальна | член Партії регіонів   | Сніжнянський психоневрологічний інтернат, завідувачка господарства                                        |
| 2               | Ткаченко Олександр Миколайович    | 01.11.2010            | Освіта вища               | позапартійний          | Технічна одиниця шахти «Зоря» Державного підприємства «Сніжне антрацит», начальник енергодільниці         |
| 3               | Мірошниченко Олександр Іванович   | 01.11.2010            | Освіта середня            | позапартійний          | Технічна одиниця шахти «Зоря» Державного підприємства «Сніжне антрацит», помічник начальника дільниці № 1 |
| 4               | Уварова Олена Іванівна            | 01.11.2010            | Освіта вища               | позапартійна           | Веселянська загальноосвітня школа І-ІІ ст., вчитель початкових класів                                     |
| 5               | Подгорний Володимир Володимирович | 01.11.2010            | Освіта вища               | позапартійний          | Приватне підприємство «Селяни — П», механізатор                                                           |
| 6               | Склярова Олена Павлівна           | 01.11.2010            | Освіта вища               | позапартійна           | Веселянська загальноосвітня школа І-ІІ ст., вчитель початкових класів                                     |
| 7               | Ланських Катерина Миколаївна      | 01.11.2010            | Освіта середня            | член Партії регіонів   | Сніжнянський психоневрологічний інтернат, молодша медсестра                                               |
| 8               | Воронін Ігор Петрович             | 01.11.2010            | Освіта вища               | позапартійний          | Сніжнянський машинобудівний завод ВАТ «Мотор Січ», слюсар                                                 |
| 10              | Опришко Оксана Олексіївна         | 01.11.2010            | Освіта середня            | позапартійна           | приватний підприємець Садовий, кухар                                                                      |
| 11              | Крестьянникова Валентина Іванівна | 01.11.2010            | Освіта середня            | член Партії регіонів   | пенсіонер                                                                                                 |
| 12              | Дадика Юрій Вікторович            | 01.11.2010            | Освіта вища               | позапартійний          | Технічна одиниця шахти «Зоря» Державного підприємства «Сніжне антрацит», гірнично робочий очісного забоя  |
| 13              | Пономарьов Микола Васильович      | 01.11.2010            | Освіта середня            | позапартійний          | Технічна одиниця шахти «Зоря» Державного підприємства "Сніжне антрацит, гірнично робочий проходки         |
| 14              | Діденко Валерій Миколайович       | 01.11.2010            | Освіта середня            | позапартійний          | Технічна одиниця шахти «Зоря» Державного підприємства «Сніжне антрацит», гірнично робочий проходки        |
| 15              | Лебеденко Катерина Олексіївна     | 01.11.2010            | Освіта середня            | член Партії регіонів   | тимчасово не працює                                                                                       |
| 16              | Тімченко Раїса Валентинівна       | 01.11.2010            | Освіта вища               | член Партії регіонів   | Андріївська селищна рада, секретар                                                                        |
| Самовисування   |                                   |                       |                           |                        | |
| 9               | Гриньов Володимир Іванович        | 01.11.2010            | Освіта середня            | позапартійний          | пенсіонер                                                                                                 |